# Кейрін
Кейрін (яп. 競輪 / ケイリン, кейрін, «колеса, що змагаються», «велогонка») — вправа у велотрекових гонках з поступовим прискоренням.

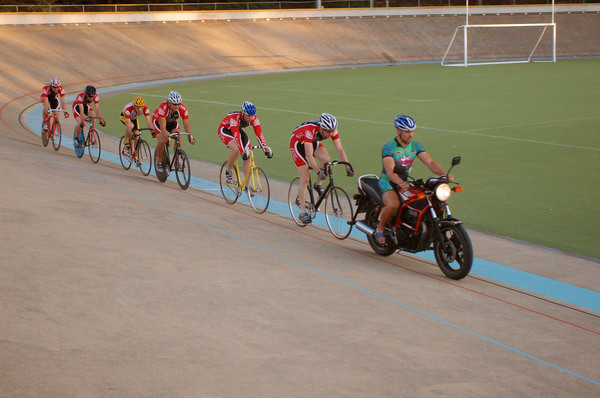

Кейрін був придуманий як азартна гра в Японії в 1948 році.
В Японії правила участі у змаганні суворо регламентовані. Так, до участі у змаганні допускаються лише спортсмени на сертифікованих велосипедах, і які, до того, ж пройшли спеціальні курси з підготовки. Звичайні японці роблять ставки на переможця. Для легкості слідкування за спортсменами, вони мають яскравий одяг, кожен спортсмен має колір, що не схожий на інший.

## Опис
У кейріні беруть участь від 6 до 9 гонщиків, що стартують одночасно. Попереду велогонщиків їде мотоцикл (Дерні), який вони обганяти не можуть. Мотоцикліст стартує зі швидкістю 25 км/год і поступово збільшує її до 50 км/год. За 2,5 кола до фінішу (600—700 м) мотоцикліст залишає трек. Після цього йде потужний спринт у виконанні велогонщиків. Переможцем оголошується той, хто перший перетнув фініш. Швидкість гонщиків на фінішній прямій досягає 70 км/год.
Вперше кейрін був включений до програми Олімпійських ігор під час Сіднейської олімпіади, в 2000 році.